# آلبالوی پاکوتاه
آلبالوی پاکوتاه (نام علمی: Prunus pseudoprostrata) مترادف (نام علمی: Cerasus chorassanica) مترادف (نام علمی: Microcerasus prostrata f. pseudoprostrata) نام یکی از گونه‌های زیرسرده گیلاس (زیرسرده) است. این زیرسرده در ایران ۹ گونه درخت و درختچه دارد که اکثراً در مناطق کوهستانی و صخره‌ای پراکنده‌اند.